# Elfego Hernán Monzón Aguirre
 (février 2018).
Si vous disposez d'ouvrages ou d'articles de référence ou si vous connaissez des sites web de qualité traitant du thème abordé ici, merci de compléter l'article en donnant les références utiles à sa vérifiabilité et en les liant à la section « Notes et références ».
Elfego Hernán Monzón Aguirre, né le 5 mai 1912 à Santa Bárbara et mort le 6 juin 1981, est un homme d'État guatémaltèque. Il est président du Guatemala du 29 juin au 8 juillet 1954.